# M4M
M4M（韓語：엠포엠）是由韓國Cube Entertainment與中国北京星天传媒共同企劃，於2013年推出的華人男子團體。成員包括來自香港的朱兆豐，江苏的于斌，台灣的羅宇勝和浙江的方逸倫。2013年3月13日，以首張迷你專輯主打歌《Sadness》正式出道。M4M團體名稱是“Mystery ForMula”的縮寫，即為‘神秘方程式’之意，代表每位成員都像個性鮮明的方程式般，能充分展現個人的特色也能完美的融合在一起。

## 發展歷史

### 出道前
團體是由中國北京星天傳媒（Starry Sky Media）和韓國知名經紀公司Cube Entertainment聯手從2009前開始培訓，通過中國、香港和臺灣等地進行的選秀活動中挑選了來自香港的Jimmy、江苏的Bin、台灣的Vinson與浙江的Alen 共四名成員，並經歷韓國CUBE Entertainment為期1460多天的各種訓練後組成嶄新的華人男子團體-M4M。從2013年2月25日開始在中國與韓國兩地同時公開成員資料、個人預告片與組合預告短片，隨後即引起人們高度的關注。

### 首張迷你專輯《Mystery Formula》
他們的出道專輯《Mystery Formula》是由韓國Cube Entertainment的製作人林尚赫以及新人作曲家孫英珍打造而成，而主打歌曲《Sadness》為嘗試呈現與現有的華語市場截然不同的音樂風格，以電子合聲為主要因素，在強烈的節奏下同時也能感受到柔情的歌曲。與相愛的人離別後所展現出來無限悲傷的歌詞，充分發揮成員們各自的魅力。專輯發售當日也同時在中韓兩地公開專輯主打歌《Sadness》完整版MV，並於首爾清潭洞藝術大廳舉行出道showcase，03月14日登上韓國Mnet頻道音樂節目《M! Countdown》為韓國出道舞台，03月26日在北京舉辦中國出道首秀，全面宣告M4M旋風來襲。

### 控訴星天傳媒違約
2015年3月31日，由中國星天傳媒與 CUBE Entertainment 合作推出的團體 M4M 希望透過法律程序與公司解約，並舉辦新聞發布會說明情況。發布會中，M4M 成員控訴星天傳媒多項違約的情況，表示他們從在韓國受訓時開始就均是
由自己與家人出資在韓生活，受訓完畢回到北京後也只有微薄的特別金而幾乎無法生存；同時也控訴公司未給付薪資、未替成員保社會保險 (相當於臺灣的勞、健保)。由於合約關係，四人至今可以說是全無經濟來源。而所屬的中國星天傳媒現在已查無經濟執照 (相當於臺灣的營業登記證)，原本登記的公司地址也已無人辦公，在無經濟來源的狀況下，四人的合約還有四至六年，因此 M4M 希望透過法律程序解約，若不解約，任何其他的合作都無法順利進行。

## 成員資料
| 成員列表 | 成員列表        | 成員列表       | 成員列表               |
| 藝名     | 本名            | 出生日期       | 國籍                   |
| -------- | --------------- | -------------- | ---------------------- |
| Jimmy    | 朱兆豐 (지미)   | 1986年4月9日   | 中华人民共和国（香港） |
| Bin      | 于斌(우빈)      | 1991年7月3日   | 中华人民共和国         |
| Vinson   | 羅宇勝(나우승)  | 1991年7月29日  | 中華民國（臺灣）       |
| Alen     | 方逸倫 (방일륜) | 1992年12月26日 | 中华人民共和国         |

## 影視作品
關於方逸倫的個人作品，請至方逸倫

### 電視劇
| 年份   | 電視台   | 劇名   | 角色 | 參演成員 | 屬性   |
| 2019年 | 腾讯视频 | 陈情令 | 温宁 | 于斌     | 男配角 |

### 電影
| 年份   | 電視台 | 劇名     | 參演成員 | 角色     | 性質 |
| 2015年 |        | 重返20歲 | 朱兆豐   | 街頭藝人 | 客串 |

## 音樂作品

### 迷你專輯
| 專輯 | 專輯資料                                                                     | 曲目 |
| ---- | ---------------------------------------------------------------------------- | --- |
| 1st  | 首張迷你專輯《Mystery Formula》 - 發行日期：2013年5月22日 - 語言：韓語、華語 | 曲目 1. Sadness(中文版) 2. Sadness(韓文版) 3. 當你離開我 4. 絕對完美(PERFECT) 5. 愛此刻(GOODTIME) 6. HERO |

## 演唱會
- M4M出道Showcase

| 日期          | 地點   | 舉行地點           |
| 2013年3月13日 | 首爾站 | 首爾清潭洞藝術大廳 |
| 2013年3月26日 | 北京站 | 北京LIVE CLUB      |

- M4M首次全國巡迴歌迷見面會

| 日期          | 地點   | 舉行地點                 |
| 2013年4月28日 | 上海站 | 上海江橋萬達廣場         |
| 2013年4月29日 | 北京站 | 凱德購物中心望京一屋中庭 |
| 2013年5月1日  | 廣州站 | 廣州來又來廣場           |

- M4M其他大型演唱會

| 日期          | 演唱會名稱                           | 舉行地點                  |
| 2013年4月6日  | 《钢铁侠3》中国之夜盛大庆典          | 故宮太廟                  |
| 2013年4月13日 | 第1届音悦V榜年度盛典                 | 北京万事达中心            |
| 2014年1月1日  | 湖北卫视年演唱会                     | 湖北卫视                  |
| 2014年6月14日 | 《漢風韓流》中韓影視劇原版音樂演唱會 | 751D.Park北京時尚設計廣場 |

## 獎項

### 大型頒獎禮獎項
| 年份 | 獎項                                              |
| ---- | ------------------------------------------------- |
| 2013 | - 第2屆亞洲偶像盛典－亞洲飛躍藝人獎《神秘方程式》 |
| 2015 |                                                   |

### 音樂節目獎項
| 年份 | 日期 | 電視台 | 節目名稱 | 獲獎歌曲 | 排名 |
| ---- | ---- | ------ | -------- | -------- | ---- |

### 音樂作品榜單
| 時間      | 榜單內容 |
| 2013年3月 | - 音悦台音悦V榜内地篇第11期M4M《Sadness》第1名（2013年3月21日发布） - 音悦台音悦V榜2013年3月内地榜单TOP10 M4M《Sadness》第1名（2013年4月28日发布）       |
| 2013年4月 | - 德国亚洲音乐排行榜（German Asian Music Charts April 2013）M4M《Sadness》第15名                                                                         |
| 2013年6月 | - 音悦台音悦V榜内地篇第25期M4M《當你離開我》第2名（2013年6月27日发布） - 音悦台音悦V榜2013年6月内地榜单TOP10 M4M《當你離開我》第3名（2013年7月12日发布） |

## 外部連結
- （中文）M4M-中韓官方網站
- M! Countdown M4M - Sadness於Naver tvcast